# De Gourcy-Serainchamps
De Gourcy-Serainchamps is een Zuid-Nederlandse adellijke familie.

## Geschiedenis
Graaf Charles Alexandre de Gourcy-Serainchamps (Pont-à-Mousson, 15 februari 1751 - Vezin, 6 december 1806) was de auteur van de tak de Gourcy die Serainchamps aan zijn familienaam toevoegde, bij het uitdoven van de familie met die naam. Hij was de algemene erfgenaam van de gravin de Serainchamps, onder de voorwaarde haar familienaam te bestendigen.
De verwante families, Gourcy en Serainchamps stamden uit Lotharingen. Daar ontving François-Antoine de Gourcy in 1709 adelsbrieven. Ze werden hem verleend door hertog Leopold van Lotharingen en bestonden uit een titel van graaf van Charey.
Charles de Gourcy, heer van Mainville, Braibant, Lomerange en Trieux, trouwde met Marie-Isabelle de Mettecoven d'Opleeuw (°1769) en woonde in het kasteel van Melroy in Vezin, dat door hem of door zijn vader, André-Mathieu de Gourcy-Serainchamps (1718-1802), werd gebouwd. De familie vluchtte in de beginjaren van de revolutie naar Münster en kwam nadien naar de Zuidelijke Nederlanden terug. Charles leefde niet lang genoeg om het herstel van de adellijke status te beleven. Hij had wel drie zoons die het adellijk statuut aanvroegen en bekwamen.

## Louis-Joseph WalthèreErnestLaurent de Gourcy-Serainchamps
Ernest de Gourcy Serainchamps (Münster, 12 januari 1795 - Luik, 6 juni 1854) verkreeg in 1816, onder het Verenigd Koninkrijk der Nederlanden, erkenning in de erfelijke adel met de titel graaf, overdraagbaar op al zijn afstammelingen. Hij werd ook benoemd in de Ridderschap van de provincie Namen, maar zetelde nooit en nam in 1819 ontslag.
In 1823 trouwde hij met Victoire Lonhienne (1802-1832) en ze hadden twee dochters en een zoon, Charles de Gourcy-Serainchamps (1825-1884), die uit zijn huwelijk met Emilie Amand (1831-1896) vijf dochters kreeg. Hij was de laatste mannelijke naamdrager van deze tak, die met hem in 1884 uitdoofde.

## Félix Joseph Xavier de Gourcy-Serainchamps
Félix de Gourcy Serainchamps (Brussel, 26 augustus 1802 - Assesse, 15 mei 1861) was een broer van de voorgaande. Hij verkreeg in 1828 erkenning van erfelijke adel met de titel graaf, overdraagbaar op al zijn afstammelingen.
Hij trouwde in 1824 met Mathilde Dons de Lovendeghem (1801-1842). Ze hadden vier dochters en een zoon, Victor, die wel trouwde maar kinderloos bleef. Hij was dan ook de laatste mannelijke naamdrager van deze tak, die met hem in 1885 uitdoofde.
De oudste dochter, Savina de Gourcy Serainchamps (1825-1912), trouwde met baron Charles van Caloen (1815-1896) en samen kregen ze een talrijk nageslacht tot heden. Ze waren de bouwheren van het kasteel van Loppem, gebouwd naar een ontwerp van de Engelse architect Augustus Welby Northmore Pugin.

## Adolphe Joseph Isaï de Gourcy-Serainchamps
Adolphe de Gourcy-Serainchamps (Brussel, 15 april 1804 - Schaarbeek, 2 april 1870) was een broer van de twee voorgaanden. Hij verkreeg in 1829 erkenning van erfelijke adel met de titel graaf, overdraagbaar op alle afstammelingen.
Hij trouwde met Florentine du Pont de Wève (1804-1833) met wie hij vier kinderen had. Hij hertrouwde in 1840 met Constance de Woot de Trixhe (1804-1867), huwelijk dat kinderloos bleef. De twee zoons uit het eerste huwelijk zorgden voor nakomelingen:
- Ernest de Gourcy-Serainchamps (1829-1898) werd burgemeester van Leignon. Hij trouwde met Camille de Sauvage Vercour (1829-1893). Naast vier dochters, hadden ze een zoon:
  - Adolphe de Gourcy-Serainchamps (1857-1915), die trouwde met Isabelle d'Alcantara (1854-1916). Van hun zeven kinderen was er een die voor nakomelingen zorgde: 
    - Emile de Gourcy-Serainchamps (1894-1964), die trouwde met Joséphine Viseur (1901-2004). Ze hadden twee zoons:
      - Yves de Gourcy-Serainchamps (°1923) had uit zijn eerste huwelijk een dochter.
      - Jean-Claude de Gourcy-Serainchamps (°1940), burgemeester van Naninne, trouwde met Yolande Ullens de Schooten (1939-1990) en met Claude Delsemme (°1947). Uit het eerste huwelijk had hij drie dochters.
- Alexandre-Waldor de Gourcy-Serainchamps (1833-1898) was burgemeester van Vezin en provincieraadslid van Namen. Hij trouwde met Marie d'Alcantara (1844-1908) en ze hadden vier dochters en een zoon, die jong en ongehuwd stierf.

Bij het overlijden van Jean-Claude de Gourcy-Serainchamps zal dus ook deze tak in mannelijke lijn uitdoven en zal de familie de Gourcy-Serainchamps volledig uitgestorven raken.